# Edda Sciutto Conde
Edda Lydia Sciutto Conde (Rosario, Argentina; 10 de marzo de 1955), es una científica, investigadora e inmunóloga argentina residente en México. Actualmente, es investigadora Titular "C" del departamento de Inmunología del Instituto de Investigaciones Biomédicas de la Universidad Nacional Autónoma de México (UNAM). Fue galardonada con el Premio Nacional de Ciencias 2022 en la categoría de Tecnología, Innovación y Diseño, otorgado por el Gobierno de México.

## Trayectoria
Estudió Bioquímica en la Universidad Nacional de Rosario, Argentina, con interés particular en la química cuantitativa y, posteriormente se interesó por el estudio de la Inmunología.
Obtuvo la maestría y doctorado en investigación biomédica básica en la UNAM. Posteriormente, en 1986, emigró de Argentina para incorporarse como investigadora asociada de tiempo completo en el Instituto de Investigaciones Biomédicas, en el departamento de Inmunología.
Ha realizado importantes trabajos en el área de la cisticercosis, particularmente en el desarrollo de vacunas e inmunomoduladores. También, ha destacado en la investigación por su aporte en el desarrollo y estudio de inmunomoduladores y vacunas contra patologías como la polio e influenza. En los últimos años, se ha interesado por el estudio de diferentes estrategias para el control de la inflamación y la neuroinflamación en patologías como esclerosis múltiple, sepsis y evento cerebral vascular.
En 1986, la Dra. Sciutto comenzó con los estudios para el desarrollo de una vacuna contra la cisticercosis. En 1990, logró establecer su propio grupo de investigación y, luego de diez años, desarrolló la vacuna contra la cisticercosis porcina, basada en tres péptidos sintéticos, la cual reduce el 97.8% de la cantidad de cisticercos presentes en cerdos criados. La vacuna fue protegida a través de patentes nacionales e internacionales.
Recientemente, desarrollo una vacuna contra el virus SARS-CoV-2 de la actual pandemia de la COVID-19.
Es miembro del Sistema Nacional de Investigadores (SNI) con el nivel III

## Líneas de investigación
Sus principales líneas de investigación son:
- Identificación de antígenos y epítopes protectores en contra de la cisticercosis
- Diagnóstico de la cisticercosis humana y porcina
- Relevancia de los factores genéticos en la susceptibilidad a la cisticercosis experimental/ Neurocisticercosis humana
- Desarrollo de Adyuvantes
- Relevancia de la inflamación y la neuroinflamación en patologías autoinmunes y neuropatologías